# Baki (Somalia)
Baki ist eine Stadt im Norden Somalias mit etwa 21.000 Einwohnern. Sie ist Hauptstadt der Region Awdal, die Teil des international nicht anerkannten Somaliland ist.